# Самая главная молекула. От структуры ДНК до биомедицины 21 века
«Самая главная молекула. От структуры ДНК до биомедицины 21 века» — научно-популярная книга доктора физико-математических наук, биофизика Максима Давидовича Франк-Каменецкого, вышедшая в 2017 году в издательстве Альпина нон-фикшн. Книга вошла в длинный список премии Просветитель в 2017 году.

## Общие сведения
Впервые книга была опубликована в 1983 году в издательстве Наука. Книга выдержала ряд переизданий, дополнений, была переведена на английский язык. В 2017 году образовательный научно-популярный проект ПостНаука совместно с издательством Альпина нон-фикшн выпустили книгу в серии «Библиотека ПостНауки».

## Открытый доступ
В 2020 году благотворительный книжный проект Дигитека объявил краудфандинг на платформе Planeta.ru, чтобы сделать бесплатными десятки научно-популярных книг. В 2021 году в открытый доступ выложили 40 научно-популярных книг, которые можно скачать бесплатно. Среди них есть и книга «Самая главная молекула».